# Изер сир Крез
Изер сир Крез (фр. Yzeures sur Creuse) је насељено место у Француској у региону Центар, у департману Ендр и Лоара.
По подацима из 2006. године број становника у месту је био 1467, а густина насељености је износила 26 становника/km².

## Демографија
| 1962. | 1968. | 1975. | 1982. | 1990. | 2006. | 2011. |
| ----- | ----- | ----- | ----- | ----- | ----- | ----- |
| 1.529 | 1.588 | 1.737 | 1.820 | 1.747 | 1.467 | 1.440 |